# Tabanus tricolorus
Tabanus tricolorus är en tvåvingeart som beskrevs av Xu 1981. Tabanus tricolorus ingår i släktet Tabanus och familjen bromsar. Inga underarter finns listade i Catalogue of Life.